# NGC 940
NGC 940 este o galaxie lenticulară situată în constelația Triunghiul. A fost descoperită în 26 septembrie 1865 de către Heinrich Louis d'Arrest. Se află la o distanță de 67,93 de megaparseci de Pământ.